# Soukenná
Soukenná är ett berg i Tjeckien.   Det ligger i regionen Mähren-Schlesien, i den östra delen av landet, 200 km öster om huvudstaden Prag. Toppen på Soukenná är 1 021 meter över havet. Soukenná ingår i Hrubý Jeseník.
Terrängen runt Soukenná är huvudsakligen kuperad, men österut är den platt.Runt Soukenná är det ganska tätbefolkat, med 149 invånare per kvadratkilometer. Närmaste större samhälle är Šumperk, 19,9 km väster om Soukenná. I omgivningarna runt Soukenná växer i huvudsak blandskog.